# Mike G
Mike G, de son vrai nom Michael Anthony Griffin II, né le 6 juin 1990 à Los Angeles en Californie, est un rappeur et disc jockey américain, membre du collectif Odd Future.

## Biographie
Mike G était fan de Odd Future avant d'intégrer le collectif. Il se rapproche et fait de la musique avec eux, pour finalement rejoindre le collectif vers 2009. Puis, avec la collaboration de Syd tha Kid, il sort son premier album Ali en 2010. La même année, il part en tournée internationale avec Odd Future. Le 4 août 2011, Mike publie sa nouvelle chanson, Chevron, produit par Hodgy Beats.
En 2012, il participe à l’album de Odd Future, The OF Tape Vol. 2. Il apparait aussi dans l’émission Loiter Squad, aux côtés d’autres membres de Odd Future, en tant que Mike G.S.I.. Le 11 avril 2013, pour célébrer les trois années de la publication de son album Ali, Mike G publie la mixtape Verses. Le 13 avril 2013, OG Ron C annonce Mike G comme nouveau membre des Chopstars. Le 11 septembre 2013 sur RapFix, Mike G annonce une nouvelle mixtape, Mike Check pour le 4 octobre 2013. Il révèle la participation de Krondon de Strong Arm Steady, Hodgy Beats, et Vince Staples. Toujours en septembre 2013, il publie le clip de sa chanson Ace avec Nig Goose.
En janvier 2015, il publie une nouvelle chanson intitulée Highlights produite par Tyler, The Creator.

## Discographie

### EP
- 2011 : Award Tour EP
- 2015 : Award Tour II[6]

### Mixtapes
- 2009 : Mike Check
- 2010 : Ali
- 2010 : Screwed Up Saturdays[7]
- 2011 : Screwed Up Saturdays, Vol. 2[8]
- 2011 : Fire Red[9]
- 2011 : Royal Blue[10]
- 2012 : Black Label[11]
- 2012 : Screwed Up Saturdays, Vol. 3
- 2013 : Yellow Diamonds[12]
- 2013 : Screwed Up Saturdays, Vol. 4[13]
- 2013 : White Ice[14]
- 2013 : VERSES
- 2013 : Mike Check Vol. II

### Albums collaboratifs
- 2010 : Radical
- 2012 : The OF Tape Vol. 2 (avec Odd Future)

### Compilation
- 2011 : 12 Odd Future Songs